# 34 Волопаса
34 Волопаса (лат. 34 Boötis), W Волопаса (лат. W Boötis), HD 129712 — двойная звезда в созвездии Волопаса на расстоянии приблизительно 516 световых лет (около 158 парсеков) от Солнца. Видимая звёздная величина звезды — от +5,4m до +4,49m.

## Характеристики
Первый компонент — красный гигант, пульсирующая полуправильная переменная звезда типа SRB (SRB) спектрального класса M2-M4III, или M3III, или M0, или Ma. Масса — около 1,569 солнечной, радиус — около 100,53 солнечных, светимость — около 1078,751 солнечных. Эффективная температура — около 3774 K.
Второй компонент — коричневый карлик. Масса — около 56,86 юпитерианских. Удалён на 1,738 а.е..